# Syndre Fulusjön
Syndre Fulusjön är en sjö i Älvdalens kommun i Dalarna och ingår i Dalälvens huvudavrinningsområde. Sjön har en area på 0,309 kvadratkilometer och ligger 627,3 meter över havet. Sjön avvattnas av vattendraget Fulan.

## Delavrinningsområde
Syndre Fulusjön ingår i det delavrinningsområde (685099-133176) som SMHI kallar för Utloppet av Syndre Fulusjön. Medelhöjden är 710 meter över havet och ytan är 4,61 kvadratkilometer. Räknas de 5 avrinningsområdena uppströms in blir den ackumulerade arean 36,68 kvadratkilometer. Fulan som avvattnar avrinningsområdet har biflödesordning 3, vilket innebär att vattnet flödar genom totalt 3 vattendrag innan det når havet efter 535 kilometer. Avrinningsområdet består mestadels av skog (91 procent). Avrinningsområdet har 0,31 kvadratkilometer vattenytor vilket ger det en sjöprocent på 6,7 procent.